# Areni-1 vinarija
39° 43′ 53″ С; 45° 12′ 13″ И / 39.731335° С; 45.203626° И
Areni-1 vinarija je drevna vinarija koju je 2007. godine u pećinskom kompleksu Areni-1 u selu Areni u provinciji Vajoc Džor u Jermeniji otkrio tim jermenskih i irskih arheologa. Iskopavanja su izveli Boris Gasparjan sa Instituta za arheologiju i etnografiju Nacionalne akademije nauka Jermenije i Ron Pinhasi sa Univerzitetskog koledža Kork (Irska), a poduhvat su sponzorisali Gfoeler fondacija (SAD) i Univerzitetski koledž Kork. Godine 2008, Kalifornijski univerzitet u Los Anđelesu (UCLA) se takođe pridružio projektu sa Gregorijem Arešijanom kao kodirektorom Areni projekta. Od tada su iskopavanja takođe sponzirali UCLA i Nacionalno geografsko društvo. Iskopavanja vinarije završena su 2010. godine.
Vinarija se sastoji od fermentacionih kaca, prese za vino, tegli za skladištenje, ulomaka grnčarije, i veruje se da je najmanje hiljadu godina starija od vinarije otkrivene na Zapadnoj obali 1963. godine, koja je druga najstarija trenutno poznata.
U istoj pećini 2008. godine pronađena je Areni-1 cipela.

## Literatura
- Areshian G, et al. "The Chalcolithic of the Near East and South-Eastern Europe: Discoveries and New Perspectives from the Cave Complex Areni-1, Armenia," Antiquity 86 (2012):115–130.

## Spoljašnje veze
- The oldest winery and shoe